# Juri Borissowitsch Jelagin
Juri Borissowitsch Jelagin (russisch Юрий Борисович Елагин; * 31. Mai 1910 in Moskau; † 4. September 1987 in Washington, D.C.) war ein russischer Musiker und Schriftsteller.
Jelagin arbeitete als Violinist am Moskauer Künstlertheater und am Wachtangow-Theater. 1929 war er zeitweise in Haft. Während des Zweiten Weltkrieges war er in einem deutschen Konzentrationslager. Nach dem Krieg spielte er in den USA im Houston Symphony Orchestra.

## Werke
- Kunst und Künstler im Sowjetstaat
- Die Zähmung der Kunst
- Dark Genius: A Biography of Vsevolod Meyerhold